# Hebron, North Dakota
Hebron är en ort i Morton County i delstaten North Dakota, USA.